# Wang Ki-chun
Dans ce nom, le nom de famille, Wang, précède le nom personnel.
Wang Ki-chun, né le 13 septembre 1988, est un judoka sud-coréen évoluant dans la catégorie des moins de 73 kg (poids légers). Son palmarès est riche de deux titres mondiaux et d'une médaille d'argent olympique.

## Carrière
En octobre 2006, Wang conquiert la médaille de bronze lors des championnats du monde juniors organisés à Saint-Domingue. Un an plus tard, le judoka devient champion du monde senior dans la catégorie des moins de 73 kg à Rio de Janeiro. Auteur d'un parcours sans faute, il succède au Hongrois Ákos Braun titré en 2005. Lors de la finale du tournoi mondial, le Sud-coréen vient à bout de l'Arménien Elnur Mammadli par le plus petit des avantages, un koka. Il devient ainsi à 19 ans et deux jours le second plus jeune champion du monde de l'histoire après le Français Teddy Riner sacré à 18 ans et 5 mois. Fin 2007, le judoka inscrit son nom au palmarès de la Coupe Jigoro Kano en remportant la catégorie des moins de 73 kg (il vainc l'Italien Francesco Bruyere lors de la finale). Quelques semaines plus tard, il termine au pied du podium lors du Tournoi de Paris, sa seconde expérience sur le continent européen après avoir disputé sans succès le Tournoi de Hambourg l'année précédente.
Qualifié pour les Jeux olympiques d'été de 2008 grâce à son succès mondial, il remporte la médaille d'argent lors de ces Jeux disputés à Pékin. Il est alors battu en finale sur ippon par l'Azéri Elnur Mammadli.
Aux JO 2012 de Londres, il a perdu la médaille de bronze face à Legrand, judoka français.

## Palmarès

### Jeux olympiques
- Jeux olympiques de 2008 à Pékin (Chine) :
  -  Médaille d'argent en moins de 73 kg (poids légers).

### Championnats du monde
- Championnats du monde 2007 à Rio de Janeiro (Brésil) :
  -  Médaille d'or en moins de 73 kg (poids légers).
- Championnats du monde 2009 à Rotterdam (Pays-Bas) :
  -  Médaille d'or en moins de 73 kg (poids légers).
- Championnats du monde 2010 à Tokyo (Japon) :
  -  Médaille de bronze en moins de 73 kg (poids légers).

### Divers
- Principaux tournois :
  - 1 podium à la Coupe Jigoro Kano (1er en 2007).

- Juniors :
  -  Médaille de bronze lors des Mondiaux juniors 2006 à Saint-Domingue (République dominicaine).